# Авазлар
Авазлар (азерб. Авазлар) — село у Лачинському районі Азербайджану. Село розташоване за 25 км на північний захід від районного центру, міста Лачина.